# 中共锡察巴乌工委
中共锡察巴乌工委，是第二次国共内战时期内蒙古解放区的中共的党组织。

## 历史
1946年4月6日，内蒙古自治运动联合会派云世英、潮洛濛等18人到贝子庙与旺楚克丹巴、赛音吉雅等会合，在贝子庙哲理殿建立了锡盟第一个中共党支部，领导民族解放运动。1946年3月31日，内蒙古自治运动联合会察哈尔盟分会和察盟民主政府成立。
1946年9月，傅作义部突袭张家口，内蒙古自治运动联合会由张家口北撤贝子庙。为适应战争形势，加强对内蒙古工作的领导，晋察冀中央局于1946年9月23日向中央建议获批成立内蒙古党委，由云泽、奎璧、刘春、王铎组成，云泽任书记。内蒙古党委管辖“范围暂定为察哈尔之察哈尔盟、锡林郭勒盟及绥远之乌兰察布盟及巴彦塔拉盟”。同时，晋察冀中央局还原则批准“在内蒙古党委下拟设立察哈尔盟工委、锡林郭勒盟工委及巴乌工委”。
1946年11月，中共内蒙古党委在贝子庙召开工作会议，成立中共察锡工委和中共巴乌工委。分别负责锡林郭勒盟与察哈尔盟、巴彦塔拉盟与乌兰察布盟的工作。成立巴乌军区，司令员乌力吉敖喜尔，政委奎璧；内蒙古人民自卫军第4支队、第1支队、骑兵旅及第5支队基础上分别组建内蒙古人民自卫军骑兵第11师、第12师、第16师、第17师；成立内蒙古自治运动联合会察锡地方行政委员会。
1947年7月，内蒙古分局决定，中共察锡工委和中共巴乌工委合并为成立“中共锡林郭勒、察哈尔、巴彦塔拉、乌兰察布工作委员会”（锡察巴乌工委），书记奎璧，副书记兼组织部长王铎，宣传部长刘景平，社会部长杨平。
1948年3月，锡察巴乌工委召开群众工作会议，规定一户牧民有五十只羊为赤贫牧户（雇牧）；有一百只羊为贫牧；三百只羊为中等牧户，细分为富裕中牧与贫中牧；三百至六百只羊为富牧；六百至一千只羊为牧主；一千只以上者为大牧主。以“阶级成分”代替了蒙古牧区几百年来的王公贵族、奴隶主、宗教领袖的世袭等级社会制度。以贫雇牧和中牧为主体，大力发展奴隶和下层喇嘛入会的“牧民会”取代下层政权。
中共锡察巴乌工委1949年2月撤销。

## 纪念
- 贝子庙新拉布仁殿是中共锡察巴乌工委旧址。2008年12月被内蒙古自治区党委宣传部公布为内蒙古自治区爱国主义教育基地。[5]